# Heiligewegsluis
De Heiligewegsluis (brug nr. 2) is een vaste brug in Amsterdam-Centrum. De brug zorgt voor de verbinding van de westelijke kade van de Singel naar de Heiligeweg.

## Brug
Er ligt hier al eeuwen een brug, doch ter plaatse begon het met een sluis met sluiswachterwoninkje. Begin 17e eeuw moest de sluis nog voor de scheiding zonder van het Amsterdamse binnenwater en het water van de Amstel. Later bleef alleen de brug over. Het lag ooit samen op de stadsgrens van Amsterdam, vlak naast de Heiligewegspoort, die in 1663/1664 werd afgebroken omdat door de stadsuitbreiding de stadsgrens naar de Leidsepoort was verschoven. De oorspronkelijke ophaalbrug verdween in 1792. Er kwam een vaste brug. De brug kreeg een steeds steviger constructie, werd verbreed en verlaagd, omdat in de loop der tijden er steeds meer verkeer (de verlaging was onder meer nodig voor de paardentrams) overheen moest. De Leidsestraat werd meer en meer de uitvalsweg richting Leiden, maar ook richting Amsterdam-West. Er zijn wijzigingen bekend in 1875/1876, 1882, 1909 en 1927. Begin jaren zeventig werd die uitvalsstraat gewijzigd in voetgangersgebied, waardoor de straat en ook de brug(-gen) haar verkeersfunctie grotendeels verloren. Op de brug ligt in 2017 al jaren een deel van het Koningsplein met eenrichtingsverkeer naar het centrum toe (tot 2015 in de andere richting), dat via de noordelijke kade van de Singel richting Muntplein (met brug nr. 1) wordt afgevoerd. Over de brug rijden de tramlijnen 2 en 12 en fietsers in beide richtingen.
Aan en op de zuidelijke kade van de Singel begint hier oostwaarts de Bloemenmarkt. De brug is in 2017 meer dan 45 meter breed, terwijl de doorvaartbreedte slechts nog geen 7 meter bedraagt.
De brug heeft twee verschillende naamplaten.

## Afbeeldingen

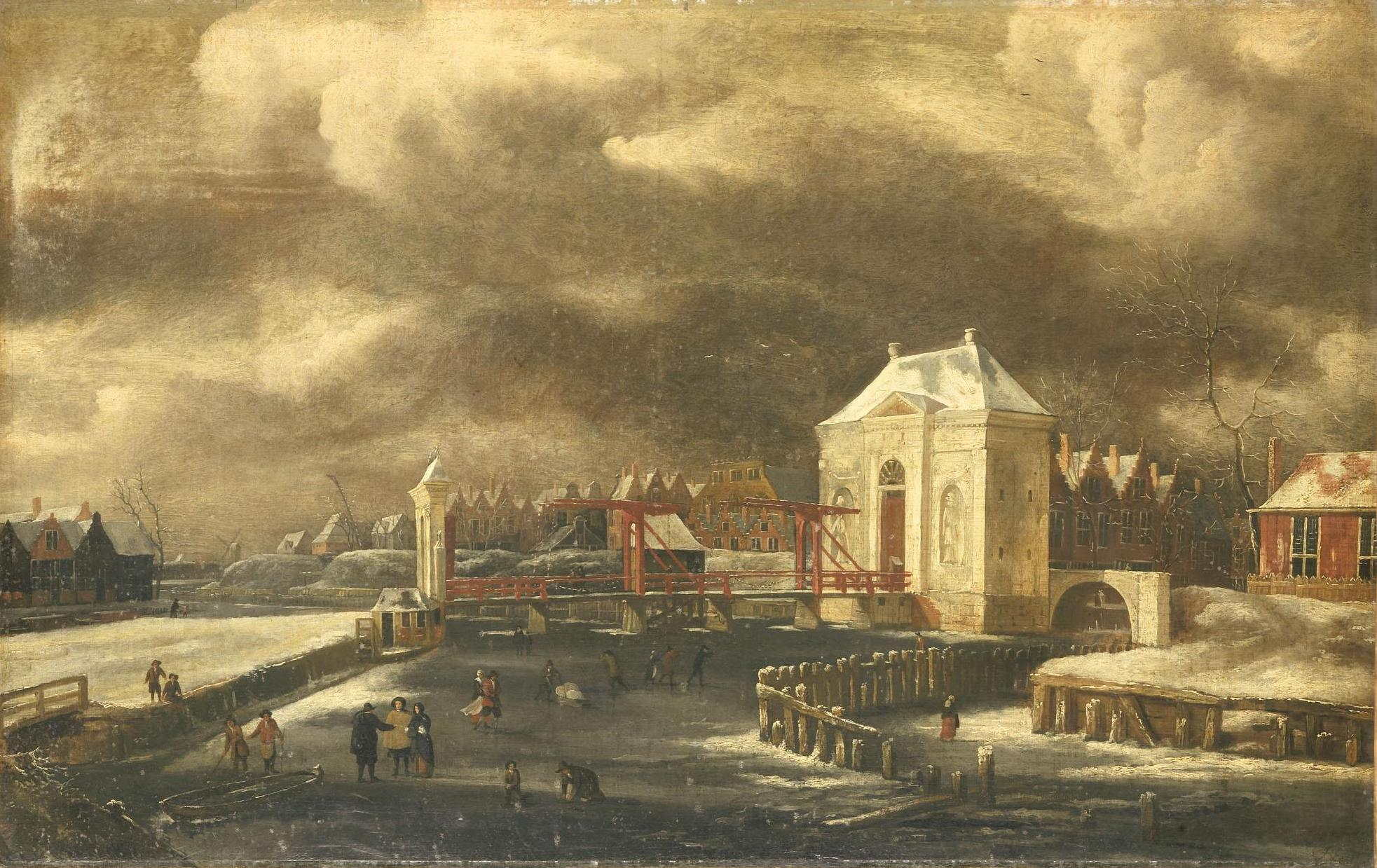
De Heiligewegsluis in de 17e eeuw
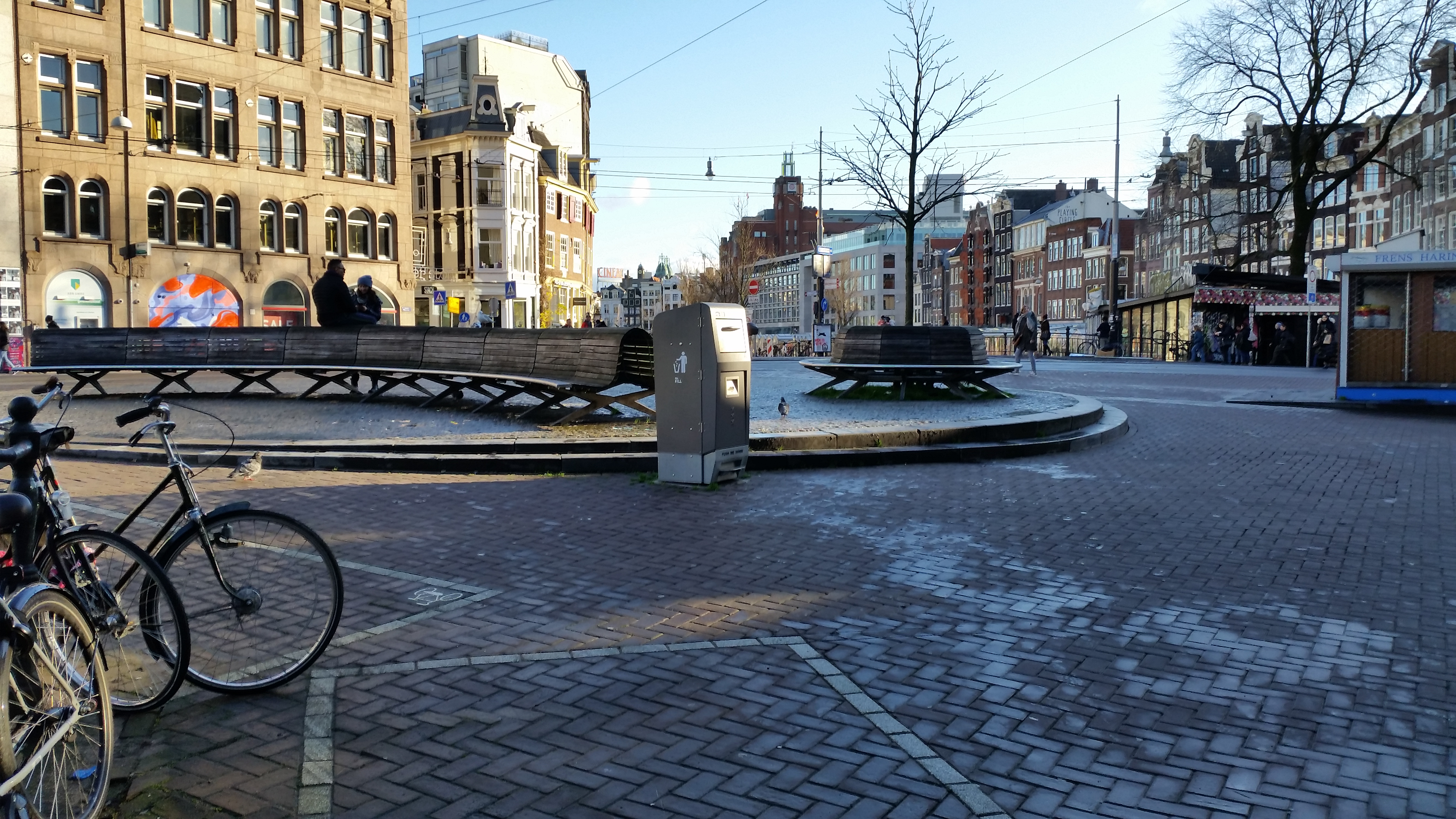
Heiligewegsluis in december 2019
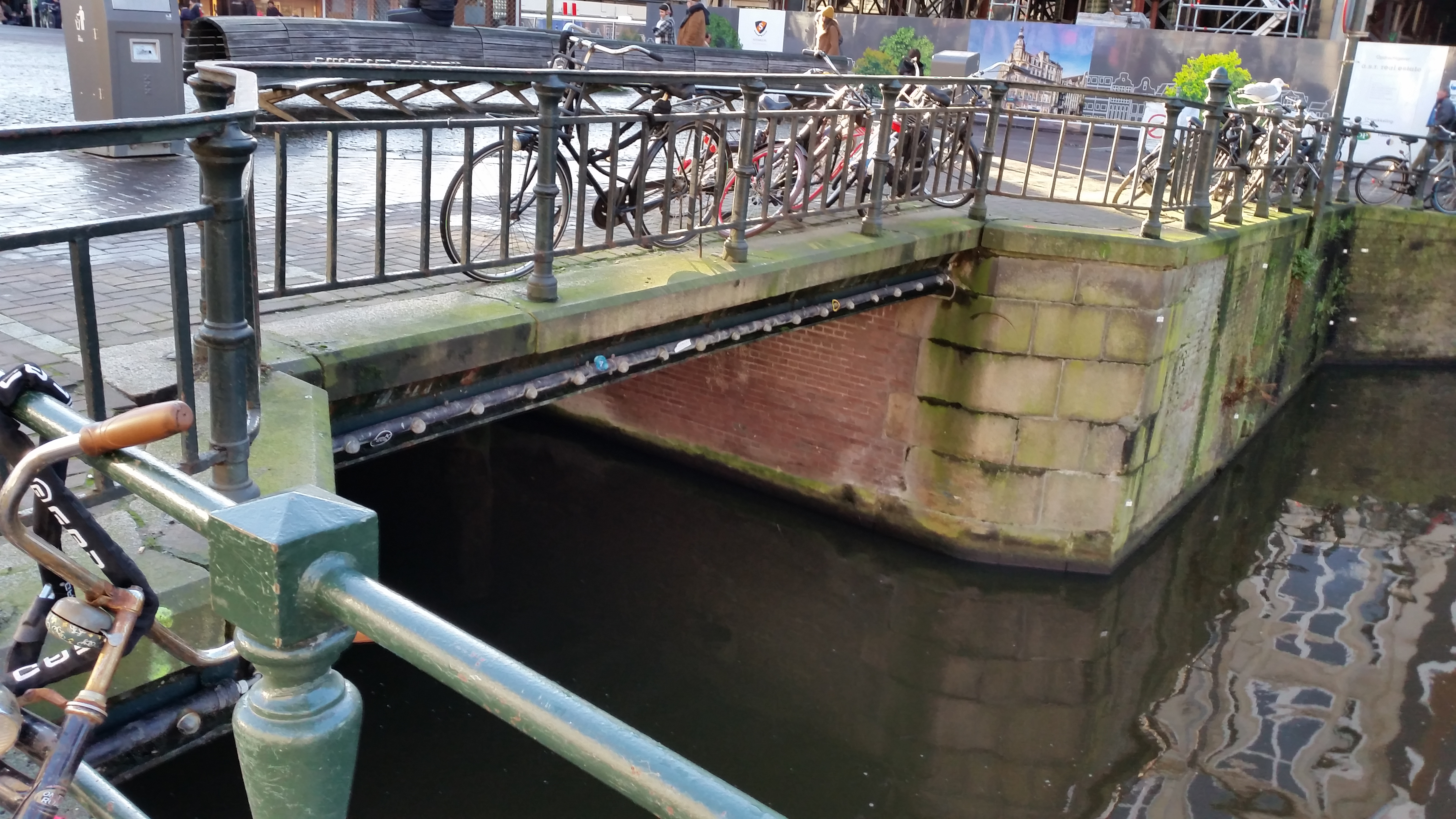
Bruggedeelte (december 2019)
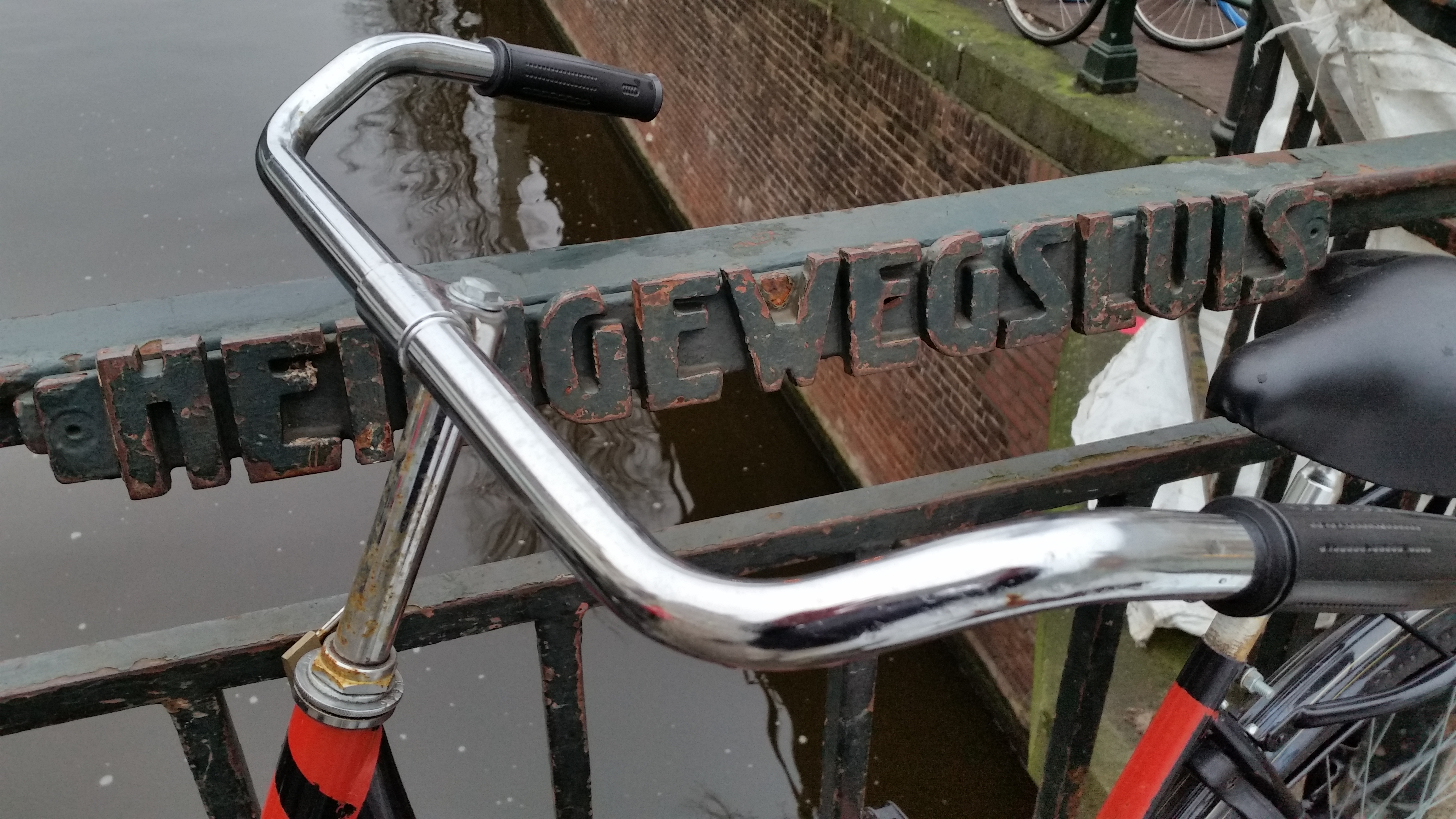
Naamplaat Heiligewegsluis (januari 2020)
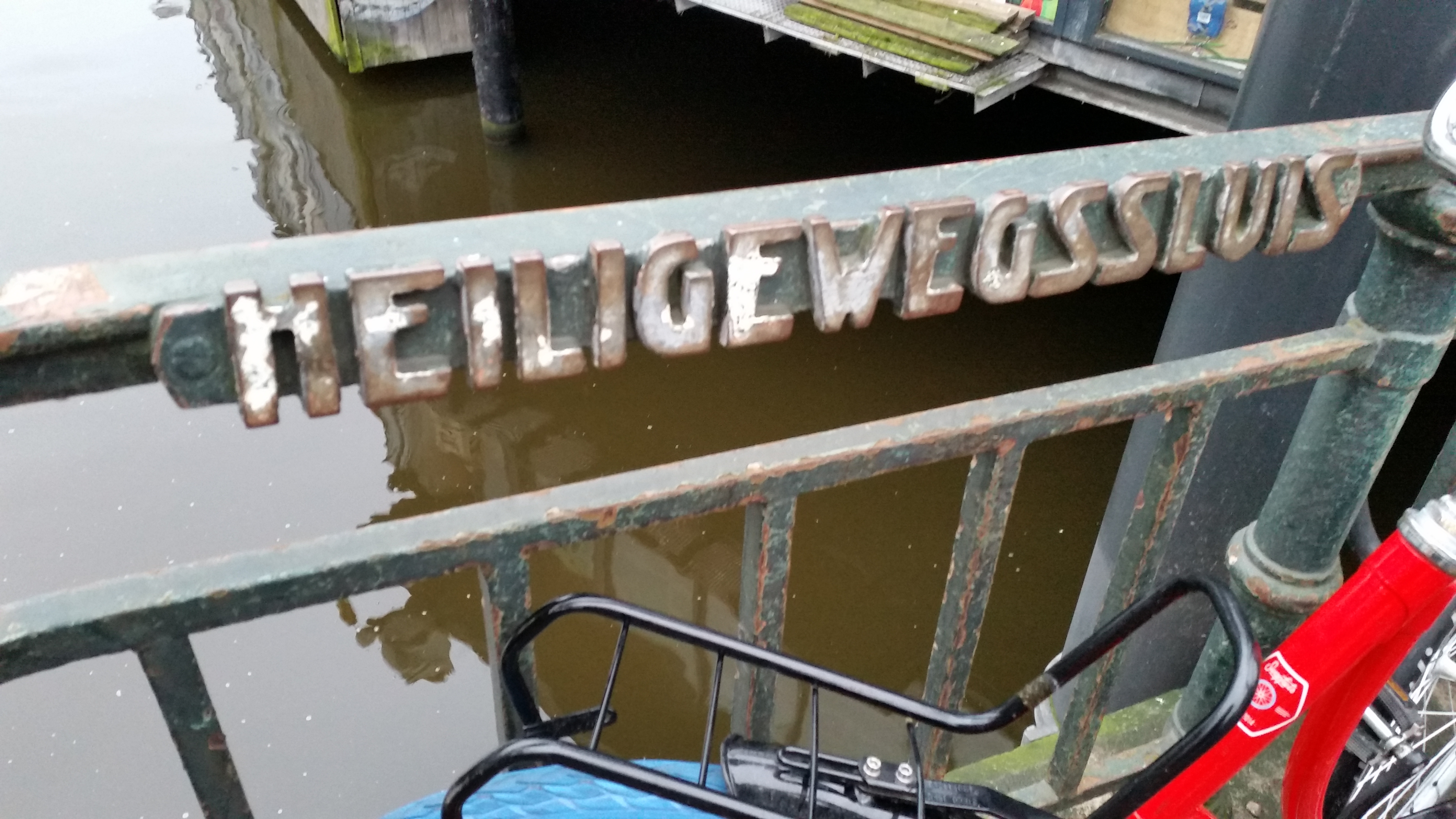
Naamplaat Heiligewegsluis met dubbel s (januari 2020)

1 · 2 · 3 · 4 · 5 · 6 · 7 · 8 · 9 · 10 · 11 · 12 · 13 · 14 · 15 · 16 · 17 · 18 · 19 · 20 · 21 · 22 · 23 · 24 · 25 · 26 · 27 · 28 · 29 · 30 · 31 · 32 · 34 · 35 · 36 · 37 · 38 · 39 · 40 · 41 · 42 · 43 · 44 · 45 · 46 · 47 · 48 · 49 · 50 · 51 · 52 · 53 · 54 · 55 · 56 · 57 · 58 · 59 · 60 · 61 · 62 · 63 · 64 · 65 · 66 · 67 · 68 · 69 · 70 · 71 · 72 · 73 · 74 · 75 · 76 · 77 · 78 · 79 · 80 · 81 · 82 · 84 · 85 · 86 · 87 · 88 · 89 · 90 · 91 · 92 · 93 · 94 · 95 · 96 · 97 · 98 · 99 · >>>
Brugnummers 33 en 83 zijn niet (meer) vergeven